# Stadie (Familienname)
Stadie oder Stadié ist ein prußischer Familienname.

## Herkunft und Bedeutung
Dieser Familienname (sprich: Schtádje) geht auf die prußische Bevölkerung Altpreußens zurück, die genaue Bedeutung in der preußischen Sprache ist aber nicht geklärt.

## Varianten
Frühere Varianten des Namens sind Stadige(n) (mit als j gesprochenem g), vor dem 16. Jahrhundert Staudio/Staudin, im 13. Jahrhundert Study/Studie. Die meisten modernen Namensträger, die alle seit spätestens dem 17. Jahrhundert deutsch assimiliert sind, heißen Stadie (Varianten Stadien, Stadié und Stadius). Der Name ist einer der wenigen, die noch auf die Urbevölkerung Preußens zurückgehen.

## Namensträger
- Bernhard Stadié (1833–1895), evangelischer Pfarrer und Historiker in Preußisch Stargard, Heimatforscher Westpreußens, Schriftsteller sowie Verleger
- Eric Stadie (* 1996), deutscher Volleyball- und Beachvolleyballspieler
- Holger Stadie (* 1945), deutscher Jurist und Hochschullehrer
- Karl Stadie (1847–1924), deutscher General und Heimatforscher
- Otto Stadie (1897–1977), Verwaltungsleiter des Vernichtungslager Treblinka
- William C. Stadie (1886–1959), US-amerikanischer Mediziner